# Sociedad Coral Maestro Lozano
La Sociedad Coral de La Felguera  Maestro Lozano  es una institución musical coral mixta formada en 1925 en La Felguera, en el concejo asturiano de Langreo (España).

## Historia
Fue fundada como Masa Coral de La Felguera en 1925, situándose sus locales en la actual plaza de La Fundición. El director de la formación fue el Maestro Lozano. En 1936 interrumpe su actividad debido al comienzo de la Guerra Civil. En 1981 un grupo de personas decide refundar el coro, añadiendo el nombre del artífice de la formación primigenia, Fernando Lozano López ("Maestro Lozano"). Su actividad impulsó la música coral en la comarca del valle del Nalón y en el resto de Asturias.
En 1995 obtienen el primer premios en el Concurso de Habaneras de Totana y en 1996 el del Certamen Coral de Noya. Realizan entonces numerosos conciertos en diferentes puntos de España y Portugal. En 1997 editan el álbum Añoranzas. En estos años, el coro infantil gana consecutivamente varios premios en el Certamen de Coros Príncipe de Asturias de Gijón. En 1999 la Sociedad inaugura un monumento a la música coral en la plaza de La Fundición. 
En el año 2000 organizan el  Certamen Coral Internacional La Mina y La Mar Villa de La Felguera , que continúa en la actualidad celebrándose cada año en el Nuevo Teatro.